# Цитрат железа(III)-аммония
Цитрат железа(III)-аммония (железо(III) лимонноаммиачное) — комплексное неорганическое соединение, соль железа, аммония и лимонной кислоты. Соединение имеет переменный состав и производится в виде двух форм.
Железо лимонноаммиачное коричневое — примерный состав Fe(NH4)3(C6H5O7)2, красно-коричневый порошок, растворимый в воде и имеющий металлический вкус, иногда пахнущий аммиаком.
Железо лимонноаммиачное зелёное — кислая соль, примерно соответствующая по составу FeC6H5O7·(NH4)2C6H6O7, выглядит как зелёный порошок с металлическим вкусом.
Обе формы используются как пищевые добавки и входят в Кодекс Алиментариус под единым наименованием E381.

## Свойства
Цитрат железа(III)-аммония коричневый — имеет вид прозрачных гранул или порошка с коричневым, красно-коричневым или жёлто-коричневым цветом. Имеет металлический вкус, не имеет запаха, либо может иметь слабый запах аммиака. Разлагается под действием света и расплывается на воздухе. Хорошо растворяется в воде, не растворяется в этаноле, водный 5 % раствор имеет pH в диапазоне 5,0―8,0.
Цитрат железа(III)-аммония зелёный — соединение с составом FeC6H5O7·(NH4)2C6H6O7, CAS 1185-57-6. Прозрачные чешуйки, гранулы, кристаллы или порошок зелёноватого цвета, без запаха с металлическим вкусом. Водный раствор имеет кислый pH.
Характерная реакция: растворы роданидов калия или аммония при добавлении цитрата железа(III)-аммония окрашиваются в кроваво-красный цвет.

## Применение
Применяется как пищевая добавка, зарегистрирован в Кодексе Алиментариусе под названием Е381, функционально используется как нутриент и диетический БАД, цитрат железа(III)-аммония зелёный также употребляется как антислёживатель для поваренной соли.
Используется в фотографии в составе тонирующих растворов, окрашивающих изображение в синий цвет, также находит применение в некоторых фотографических процессах, например в ферропруссиатном процессе и цианотипии.